# Шило Семен
Семе́н Ши́ло — сотник повстанських відділів під час Коліївщини 1768 року.

## Життєпис
На початку повстання ходив із розвідкою до Черкас, перед прибуттям туди основних сил повстанців на чолі з М. Залізняком. Згодом із гайдамацького табору у Костянтинівці вирушив окремо від Залізняка до Лисянки через Звенигородку.
Після здобуття Умані діяв на чолі загону 150 повстанців на польсько-турецькому кордоні. 18 червня 1768 р. Шило зі своїм загоном взяв містечко Палієве Озеро, перебивши там захоплених ворогів, але деякі встигли наперед утекти до тоді турецького містечка Балту. Шило послав до тамошнього каймакаму прохання про видачу утікачів. Але турки не тільки не видали їх, а ще й послали військову силу і спалили Палієве Озеро, звідки гайдамаки тим часом виступали. Шило оволодів турецькою слободою Голтою поблизу Балти, де також розправився по-гайдамацьки з поляками і юдеями, яких встиг там застати.
Це дало останній привід розпочати війну з Росією.